# Sheviock
Sheviock – osada w Anglii, w Kornwalii, położona na półwyspie Rame. Leży 93 km na wschód od miasta Penzance i 319 km na południowy zachód od Londynu. W 2001 miejscowość liczyła 683 mieszkańców.